# Galeus mincaronei
Galeus mincaronei  (лат.) — вид рода пилохвостов, семейства кошачьих акул (Scyliorhinidae). Эндемик южного побережья Бразилии. Размножается, откладывая яйца. Максимальный размер 43 см.

## Таксономия
Первые известные образцы Galeus mincaronei были пойманы в экспериментальные рыбные ловушки, расставленные у берегов Риу-Гранди-ду-Сул, Бразилия, в 1988 году. Первоначально они были определены как Galeus antillensis, а в 2001 году Жюль Сото описал новый вид в научном журнале «Mare Magnum» и назвал его который в честь Майкла Майя Минкароне за его вклад в Museu Oceanográfico do Vale do Itajaí. Типовой образец представлял собой взрослого самца длиной 40 см.
Galeus mincaronei напоминает Galeus antillensis и наряду с антильским пилохвостом (Galeus arae), Galeus cadenati и Galeus springeri принадлежит к комплексу Galeus arae. [2] В 2006 году исследователи сообщили о том, что диапазон морфологических вариаций этого вида шире, чем считалось ранее. Это ставит под сомнение характеристики, которые первоначально использовались, чтобы отличить Galeus mincaronei от Galeus antillensis , например, длина границ грудных плавников. Было рекомендовано продолжить изучение вопроса о статусе этих двух видов.

## Ареал и среда обитания
Galeus mincaronei является эндемиком юго-западной Атлантики и обитает у южного бразильского штата Риу-Гранди-ду-Сул и Санта-Катарина, встречается также севернее, у берегов Сан-Паулу. Общая площадь ареала этого вида составляет менее 20 000 км². Это глубоководная донная акула, которая держится на глубине 236—600 м, но чаще всего ниже 400 м. Galeus mincaronei обитает на верхнем континентальном шельфе, который богат горгониями, твёрдыми кораллами, губками, морскими лилиями и офиурами.

## Описание
Максимальная длина 43 см. У G. mincaronei тонкое тело и с довольно короткой и уплощённой головой и заострённым рылом. Овальные глаза вытянуты по горизонтали, они оснащены рудиментарным третьим веком, позади глаз имеются крошечные дыхальца. Под глазами расположены небольшие выступы. Ноздри разделены треугольными кожными складками. Крупный рот изогнут в виде короткой широкой арки, по углам расположены глубокие борозды. На верхней челюсти 57—71, а на нижней 56—6,3 зубных ряда. Каждый зуб оснащён центральным остриём и 1—2 латеральными маленькими зубцами. Четвёртая и пятая жаберная щели расположены над грудными плавниками.
Основание первого спинного плавника находится за задней частью брюшных плавников. Основание второго спинного плавника находится над позади задней части анального плавника. Оба спинных плавника имеют небольшую высоту, их кончики закруглены. Грудные плавники большие, с закруглёнными концами. Брюшные плавники небольшие и довольно широкие. У самцов имеются короткие и толстые птеригоподии с крючьями на внутренней поверхности. Основание анального плавника составляет 11—14 % от общей длины тела, превосходит расстояние между брюшными и анальным плавником и может быть короче или длиннее дистанции между спинными плавниками. Хвостовой плавник короткий с маленькой нижней лопастью и вентральной выемкой возле кончика верхней лопасти. Тело покрыто мелкими, перекрывающими друг друга плакоидными чешуйками, каждая из которых имеет форму короны с горизонтальным хребтом и тремя маргинальными зубчикам. На передней части дорсального края хвостового плавника имеется характерный пилообразный гребень, сформированный крупными чешуйками. Окрас красно-коричневатый, по обеим сторонам на спине разбросаны тёмные овальные пятна, имеющие белую окантовку. Плавники темнее основного окраса, без отметин. Брюхо светлое. Внутренняя поверхность рта окрашена в чёрный цвет.

## Биология и экология
Galeus mincaronei обитает в тех же местах, что и распространённая бразильская кошачья акула (Scyliorhinus haeckelii). Этот вид является яйцекладущим. У самок справа имеется один функциональный яичник и два функциональных яйцеклада, в которых одновременно созревает по одному яйцу. Яйца заключены в жёсткие капсулы в виде вазы, имеющие 5—6 см в длину и 4 см в ширину. По углам имеются завивающиеся усики. Самцы и самки достигают половой зрелости при длине 36—38 см и 35—39 см соответственно.

## Взаимодействие с человеком
В качестве прилова Galeus mincaronei могут попадать в глубоководные тралы ярусы, объектом ловли которых являются морской чёрт Lophius piscatorius и кальмар. Ограниченный ареал делает этот вид чувствительным к перелову. Международный союз охраны природы присвоил этому виду статус сохранности «Уязвимый».